# اکتیو دایرکتوری
اکتیو دایرکتوری (به انگلیسی: Active Directory) از سرویس‌های شرکت مایکروسافت برای مدیریت منابع شبکه است که به وسیلهٔ کنترل کنندهٔ دامنه (دامین کنترلر) مدیریت می‌شود و در اساس یک کنترل‌کننده متمرکز شبکه است که برای سرویس‌دهنده‌های بر مبنای ویندوز سرور تهیه گردیده‌است. بدون اکتیو دایرکتوری مدیریت منابع نیازمند مدیریت تک‌به‌تک آن‌ها به صورت منفرد است، در حالی که توسط اکتیو دایرکتوری مدیریت منابع شبکه به صورت مجتمع صورت می‌گیرد. این فناوری طوری طراحی شده‌است که مسئولیت رسیدگی به تعداد زیادی عملیات خواندن و جستجو و همچنین تعداد قابل توجهی تغییرات و بروزرسانی‌های کوچک را به عهده دارد. اطلاعات اکتیو دایرکتوری سلسله مراتبی، برگردان و قابل تمدید هستند. به دلیل برگردان بودن کاربر نیازی به ذخیره‌سازی اطلاعات پویا، همانند قیمت سهام یک شرکت بزرگ یا عملکرد واحد پردازش مرکزی ندارد.
بعنوان مثال برای به اشتراک‌گذاری چند فولدر روی شبکه در حالتی که اکتیو دایرکتوری موجود نمی‌باشد نیازمند تعیین دسترسی هر کاربر در هر فولدر به صورت مجزا می‌باشیم و با بروز تغییرات در کاربران و فولدرها بایستی این تغییرات به صورت مجزا اعمال گردد در حالی که در حالت اکتیو دایرکتوری با اعمال قوانین گروهی (group policy) می‌توان این اعمال را به صورت متمرکز انجام داد.
مثال دوم با بکارگیری اکتیو دایرکتوری وقتی کاربر تصمیم به تعویض گذرواژه خود می‌گیرد تمامی سیستم‌های کاربری که با اکتیو دایرکتوری مجتمع شده‌اند به صورت خودکار با گذرواژه جدید شما هماهنگ می‌گردند و نیازی به تغییر تک تک آن‌ها نمی‌باشد.
سروری که سرویس اکتیودایرکتوری را ارائه می‌کند، دامین کنترولر (DC) نام دارد. این سیستم وظیفه احراز هویت و تعیین سطح دسترسی برای تمامی کاربران و کامپیوترهای متصل به دامین را بر عهده دارد. به عنوان مثال وقتی یک کاربر به یک کامپیوتر متصل به دامین لاگین می‌کند، اکتیو دایرکتوری صحت گذرواژه را بررسی می‌کند و مشخص می‌کند آن کاربر چه سطح دسترسی را دارا می‌باشد.
اکتیو دایرکتوری از پروتکل‌های LDAP نسخه ۲ و ۳، کربرس و DNS استفاده می‌کند.

## کاربری انفرادی یا اشتراک منابع
بسیاری از کاربران بر این باورند که محیط تک کاربره آن‌ها بسیار ساده‌تر بوده و هیچ توقعی از امنیت و مدیریت و اشتراک مساعی ندارند. در حالی که امروزه تأثیر ساختارهای گروهی و محیط‌های خلاقانه در توسعه سازمان‌ها و گروه‌های علمی مانند دانشگاه‌ها انکارناپذیر است.
اکتیو دایرکتوری برای یک سازمان، محیطی توسعه پذیر، مدیریت پذیر و ایمن فراهم می‌کند تا در انجام مأموریت‌های سازمانی کارامد و مؤثرتر باشد. 

## مشخصات یک اکتیو دایرکتوری مناسب
1. Centralization : اطلاعات را متمرکز می‌کند، یعنی برای دسترسی به یک سری اطلاعات نیاز به جست و جوی در مکان‌های مختلف نباشد.
2. Scalability: وقتی امکانات شبکه زیاد می‌شود یا به عبارت دیگر AD بزرگ می‌شود باید بتواند با آن گسترش کنار بیاید و سرعت آن کاهش پیدا نکند همچنین مانند سابق پرسش‌ها را سریعاً جواب دهد، مثلاً یک چاپگر خاص کجا قرار دارد.
3. Standardization: بر اساس استانداردهای موجود دنیا تدوین شده باشد.
4. Extensible : پذیرای افزایش قابلیتها باشد. هر برنامه‌ای که به سیستم عامل اضافه می‌شود، ممکن است بخواهد خودش به AD یک سری موضوعات و قابلیت‌ها اضافه و از آن‌ها استفاده نماید در نتیجه AD باید پذیرای افزایش قابلیت‌ها باشد.
5. Seperation Of Physical Network : باید ساختار فیزیکی شبکه را از ساختار منطقی آن جدا کند و این هدف اصلی طراحی شبکه است، چون لازم نیست کاربر بداند امکانات فیزیکی شبکه در کجا قرار دارد تا از آن‌ها استفاده نماید.
6. Security : امنیت در ذخیره اطلاعات و همچنین دسترسی به اطلاعات باید در AD وجود داشته باشد.
7. Policy Based System: می‌توان با اعمال سیاست‌های مختلف تحت شبکه، شبکه را در جهت هدف خاصی پیش برد و محدودیت‌های دسترسی کاربران در جهت امنیت شبکه ایجاد کرد.